# کن ترالنبرگ
کن ترالنبرگ (انگلیسی: Ken Tralnberg؛ زادهٔ ۱۷ ژوئیهٔ ۱۹۵۶) از برندگان مدال‌های بازی‌های المپیک زمستانی و ورزشکار کرلینگ اهل کانادا است.